# Aphyarctia surinamensis
Aphyarctia surinamensis är en fjärilsart som beskrevs av Rothschild 1911. Aphyarctia surinamensis ingår i släktet Aphyarctia och familjen björnspinnare. Inga underarter finns listade i Catalogue of Life.